# 木曽川電力
木曽川電力株式会社（きそがわでんりょくかぶしきがいしゃ）は、大正から昭和戦前期にかけて存在した日本の電力会社である。中部電力パワーグリッド管内にかつて存在した事業者の一つ。
1916年（大正5年）に株式会社電気製鋼所（でんきせいこうしょ）の名で設立。社名の通り当初は製鋼事業が本業で、電気事業は1919年（大正8年）に追加された付帯事業であったが、1922年（大正11年）に製鋼事業を手放して木曽川電力へ改称した。電気事業者としての事業地は長野県木曽地域。1942年（昭和17年）に中部電力の前身中部配電へ統合された。
製鋼事業者としての電気製鋼所は、その後の再編を経て成立した大同特殊鋼の前身にあたる。同社は1950年（昭和25年）設立であるが電気製鋼所の設立日を「創業」の日としている。

## 沿革

### 電気製鋼所の設立

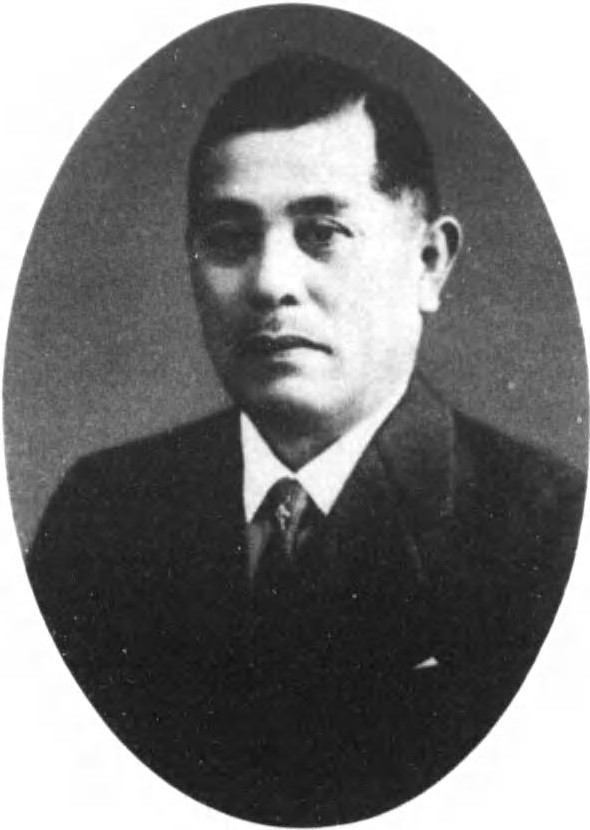
電気製鋼事業の発案者寒川恒貞（のち第3代社長）

明治後期から大正にかけて、愛知県名古屋市には名古屋電灯という電力会社が存在した（後の東邦電力）。同社は元々旧尾張藩士族の会社であったが、明治末期より東京の実業家福澤桃介が株式を大量に買収して進出し、1913年（大正2年）から常務、翌年からは社長として1921年（大正10年）までその経営にあたっていた。
名古屋電灯では明治末期に大規模水力開発を展開し、1910年（明治43年）に長良川にて出力4,200キロワット (kW) の長良川発電所を、翌1911年（明治44年）には木曽川にて出力7,500 kWの八百津発電所をそれぞれ完成させた（双方とも岐阜県所在）。名古屋電灯では開業以来、需要に対して供給力の方が小さいという状態が続いていたが、この2つの大規模発電所の建設によって供給力に余剰が生じ、しばらく工場や電気鉄道といった大口需要の開拓に追われることとなった。こうした中、第一次世界大戦勃発直後の1914年（大正3年）10月、前年から名古屋電灯顧問を務め欧米視察から帰国したばかりの寒川恒貞に対し、福澤は余剰電力5,000 kWの利用方法研究を依頼した。これに対し寒川が将来性のある事業として電気による製鉄・製鋼事業を進言したことから、ただちに社内で同事業の企画が始まった。
事業化に関する試験費は5万円が支出され、試験場として竣工したばかりの熱田火力発電所（名古屋市熱田東町字丸山）発電室の一角が割り当てられた。まず1915年（大正4年）2月、合金炉を製作してフェロアロイ（合金鉄）のうちフェロシリコンの試作に着手。試作の成功を機に同年10月社内部署として「製鋼部」が立ち上げられ、続いて1916年（大正5年）2月より600 kW合金炉を製作し本格的なフェロシリコンの製造試験を始めた。3月にはエルー式アーク炉も完成し炭素鋼の試作を始め、これに成功すると続いて工具鋼の試作を行った。一連の試験で事業化の目処がついたため、発電所敷地にて工場建設に着手するとともに製鋼部の分社化準備を進めた。
1916年7月25日、名古屋電灯の臨時株主総会にて新会社設立に関する決議がなされ、次いで同年8月19日付で新会社の創立総会開催に至り製鋼部が名古屋電灯から独立して「株式会社電気製鋼所」が発足した。新会社の資本金は50万円（うち20万円払込）。全1万株のうち半分を名古屋電灯で、残りを関係者で引き受けた。初代社長には当時名古屋電灯常務の下出民義が就き、企画者の寒川恒貞は常務として経営の中心に立った。本社は事業地ではなく東京市麹町区有楽町1丁目1番地（現・千代田区丸の内3丁目）に構えた。

### 製鋼事業の拡大

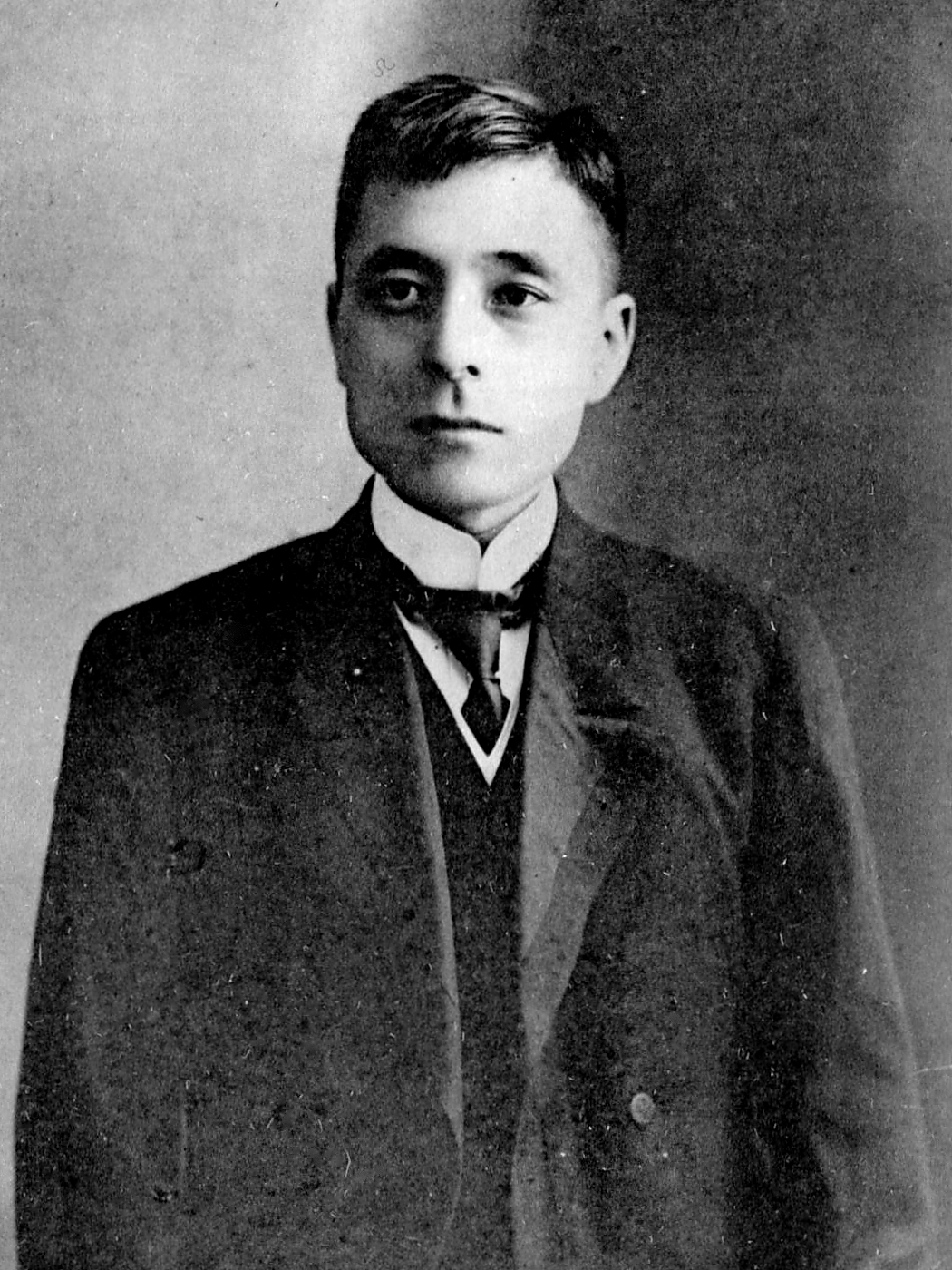
第2代社長福澤桃介

電気製鋼所では会社設立と同時に工場の操業を開始して試作を続けてきたフェロクロム・フェロタングステンの製造を始め、続いてフェロシリコン・フェロマンガンの製造も始めた。これらのフェロアロイ類は陸軍・海軍工廠や日本製鋼所・官営八幡製鐵所へ出荷したほかアメリカ・オーストラリア方面へ盛んに輸出した。1916年10月末の第1期決算までの2か月あまりで約3万円の売上げを計上し年率1割の配当を行う好成績を挙げ、翌年4月末の第2期決算では売上げ・利益金ともに倍増し1割配当を継続できた。フェロアロイ類に加え、製鋼部時代からの目標であった工具鋼生産は1917年（大正6年）夏ごろより良質な製品ができて陸海軍工廠などへの納入が始まり、前後して鋳鋼やばね鋼・クロム鋼などの生産も始まった。
1917年9月、事業が軌道に乗ったとして下出民義が社長から退き、相談役の福澤桃介が2代目社長に就いた。翌1918年（大正7年）1月、本店を東京市麹町区永楽町1丁目1番地（現・千代田区丸の内1丁目）の東京海上ビルに移転。次いで事業拡張に要する資金調達のため最初の増資に踏み切りった。この時期も好業績が持続しており、配当率は1917年10月末の第3期決算から翌年10月末の第5期決算まで普通配当年率1割に特別配当年率2割が加算された。会社の前途に関し見込みが立ったとして1918年2月、親会社の名古屋電灯は保有する電気製鋼所の株式5500株を株主に分配することを株主総会で決議し、電気製鋼所との直接の関係を断った。
創業初期から好業績の支えとなったフェロアロイ類製造では1917年12月に合金炉を1基増設し増産に入ったが、大戦景気による鉄鋼業の活況を背景にフェロアロイ類は需要が旺盛で、熱田工場だけでは生産しきれなくなった。そこで電気製鋼所ではフェロアロイ専門工場の新設を決定。名古屋電灯が長野県木曽地域で木曽川水利権を得るにあたって地元の川合勘助・小野秀一（福島電気社長・常務）らの出願を取り下げさせる代償として地元で工業を興すよう求められたこと、また原料の珪石やマンガンが近くで採掘可能なことから、新工場の建設地は西筑摩郡福島町（現・木曽郡木曽町）に決まり、後述の自家水力発電所完成を待って1919年（大正8年）2月に操業を開始した。福島工場はまず合金炉2基体制で発足し、翌年には発電所増設に伴い5基での操業に入った。
電気製鋼所の好業績を受けて1917年6月、名古屋電灯は社内に「製鉄部」を設置して、今度は電気で銑鉄を製造するという電気製鉄（電気製銑）の研究を開始する。工場を名古屋市東築地町に建設し、電気製鋼所の場合と同様に工場操業開始とあわせて分社化して1918年9月木曽電気製鉄（後の大同電力）を設立した。しかしながら電気製鉄は事業として軌道に乗るに至らずまもなく断念されており、製鉄事業は木曽川などで水利権を得るために利用された看板に過ぎないとも言われる。その後同社は生産品を鋳鋼に切り替え1920年（大正9年）7月より製造を始めた。

### 発電所建設と福島電気の合併

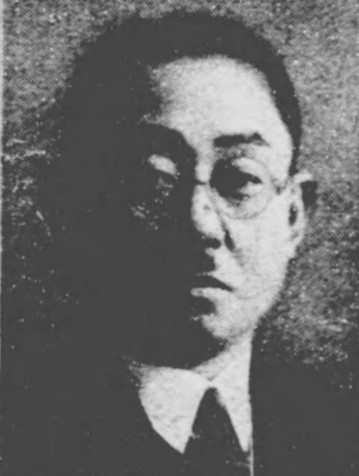
合併時の福島電気常務小野秀一

木曽での福島工場建設に際し、その電源は木曽川上流部に新設の水力発電所に求めることとなったが、当初は電気製鋼所とは別個に「新開水力電気株式会社」という会社を立ち上げて同社を通じて発電所建設にあたる方針が定められた。福澤桃介ほか6名からなる新開水力電気発起人は1918年4月16日付で逓信大臣より「特定の事業に電気を供給する事業」として電気事業法準用事業の認定を得ている。しかしその後電気製鋼所で直接発電所建設にあたるよう方針が改められており、同年8月2日付で準用事業の名義も電気製鋼所へと変更されている。工場電源として整備が進められた発電所は新開村の第一発電所（出力1,200 kW）と福島町神戸地区の第二発電所（出力1,800 kW）の2か所で、前者は1919年1月31日に竣工、後者は翌1920年6月16日より運転を開始した。
発電所建設中にあたる1919年9月26日、電気製鋼所は地元福島町の電気供給事業者である福島電気株式会社の合併を株主総会で決議した。合併実施（報告総会開催）は同年12月12日付である。この福島電気は、1907年（明治40年）10月29日、福島町に資本金3万円で設立。町で酒造業を営む川合勘助・小野広助らによって起業されたもので、小規模ながら木曽地域で最初の電気事業者であった。発電所については設計・工事を中部地方で多くの発電所建設に携わった技師大岡正に委嘱した上で木曽川支流の黒川に建設し（杭ノ原発電所・出力50 kW）、配電工事の竣工を待って開業した。逓信省の資料によると開業は翌1908年（明治41年）5月19日付である。開業時、福島電気の供給区域は福島町内と発電所のある新開村杭の原集落であり、電灯数は610灯であった。
開業後の福島電気はその事業を順次拡大していく。まず1910年4月に2万円の増資を決議。1912年（明治45年）1月からは福島町の南隣にあたる駒ヶ根村（現・上松町）への供給も始め、翌1913年（大正2年）には発電所出力を132 kWへと増強した。さらに1917年5月、鳥居電力株式会社と合併した。合併に伴う増資額は1万円である。この鳥居電力は、1912年9月17日、木祖村と楢川村（現・塩尻市）の有志によって木祖村薮原に資本金2万円にて設立。中央本線鳥居トンネルの掘削工事用として奈良井（楢川村）側に設けられていた水力発電所を当時の鉄道院から買収し、翌1913年5月16日付で開業した。合併前の供給区域は福島電気が福島町と新開村・駒ヶ根村・日義村（現・木曽町）、鳥居電力がその北東側にあたる木祖・楢川両村であった。合併後の1918年7月にも4000円の増資を決議している。
電気製鋼所が上記福島電気を合併した時点で、福島電気の資本金は6万4000円であり、合併に伴って電気製鋼所は28万8000円を増資し資本金を278万8000円としている。また合併により福島電気の電灯・電力供給事業を引き継ぎ、福島町に木曽福島電灯営業所を開設した。合併完了後、1920年4月末時点での供給成績は電灯総数7134灯・電力供給43馬力（約32 kW）であった。

### 製鋼事業の譲渡と社名変更
大戦中は好業績を挙げていた電気製鋼所であったが、大戦終結後、特に1920年3月の戦後恐慌発生以降はフェロアロイ部門が極度の不振に陥り、市況の悪化とともに工場に在庫が累積していった。従ってフェロアロイ専門工場の木曽福島工場は操業短縮を余儀なくされ、1922年（大正11年）6月20日からは熱田工場への生産集約に伴って一時閉鎖措置が採られた。生産縮小によって生ずる余剰電力については大同電力へと売電して処理されており、大同電力側では受電に際して神戸の第二発電所構内に受電拠点となる福島変電所を新設し、自社の須原発電所とを繋ぐ送電線を整備した。大同電力への供給契約高は2,700 kWである。
さらに戦後恐慌に加えて戦後の軍縮による軍需縮小が会社の先行きに関する懸念事項として浮上した。軍縮条約締結に繋がるワシントン会議開催の直後にあたる1921年11月17日、大同電力が旧木曽電気製鉄由来の鉄鋼事業を現物出資により分離して新会社大同製鋼（初代）を設立した。大同製鋼と電気製鋼所の社長を兼ねる福澤桃介は、恐慌と軍縮という悪環境下に耐えうる企業とすべく両社の合同を提唱する。これに対し電気製鋼所で常務を務める寒川恒貞はすでに会社の基礎が固まっている電気製鋼所と発足したばかりの大同製鋼を統合することに一時難色を示したが、翌1922年7月1日、両社間で統合契約の締結に至った。
登記その他無用の経費を省くためとして統合は電気製鋼所の製鋼事業のみを大同製鋼に引き渡すという形式が採られた。契約内容は、電気製鋼所は熱田・木曽福島両工場と姉妹会社の株式、合計150万円を大同製鋼へ現物出資し、その対価となる大同製鋼の増資新株3万株の交付を受けるとともに、別途大同製鋼の優先株式（年率8パーセントの配当保証）10万円分・計2000株を引き受ける、というものである。1922年7月26日、まず電気製鋼所が臨時株主総会を開いて前期契約を承認した。この際、現物出資登記完了の日をもって社名を電気製鋼所から「木曽川電力株式会社」へと改める旨も決議されている。次いで28日、大同製鋼側でも臨時株主総会が開催され、電気製鋼所との契約承認と同時に社名を「株式会社大同電気製鋼所」へと改めた。2か月後の9月15日、大同電気製鋼所側で増資の登記が完了。これを受けて電気製鋼所側も同日付で社名を木曽川電力へと改めた。
一連の操作によって、電気製鋼所は経営陣そのままに電気事業者の木曽川電力へと転換された。以後の木曽川電力は大同電気製鋼所（後の2代目大同製鋼、現・大同特殊鋼）の株式3万2000株を持つ大株主として配当を受け取りつつ、大同電力への売電や木曽地域への一般供給を事業の柱とする会社となった。

### 木曽川電力時代の動向

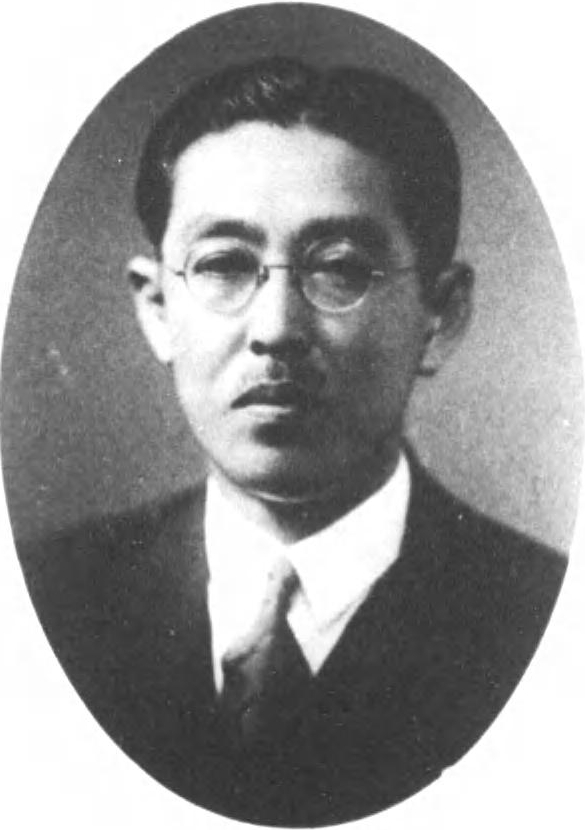
第4代社長下出義雄

木曽川電力改称後の経営陣の動きを見ると、まず改称後も社長に留任していた福澤桃介に代わり、1928年（昭和3年）11月に常務の寒川恒貞が第3代社長に昇格した。次いで1931年（昭和6年）5月、電気製鋼所時代に一時支配人を務めていた下出義雄が第4代社長に就いた。常務には小野秀一・志水懐民の2名が就き、以後会社解散までこの体制が続いた。
供給面では、1923年（大正12年）下期に電灯数が1万灯に到達。供給区域の拡大もあり、1928年9月に西筑摩郡開田村（現・木曽町）を追加している。さらに翌1929年（昭和4年）10月23日付で逓信省より認可を得て黒川水力電気株式会社（資本金2万5000円）の事業を譲り受けた。黒川水力電気は木曽川電力の供給区域から外れていた新開村黒川地区に対し小水力発電により供給していた事業者で、田中兼松の事業として1920年3月に開業し、1925年（大正14年）2月より会社経営となっていた。木曽川電力は開田村への供給に際し配電線が途中黒川地区を通過することから買収に及んだ。
開田村については、1934年（昭和9年）6月、村内のうち大字末川の一部に限られていた供給区域を村内一円に拡大した。開田村では従来から電気利用組合という産業組合による自家発電によって点灯する集落があったが、木曽川電力との交渉の結果、2つあった電気利用組合は解散して未点灯集落も含めて会社から電気を引くことになった。村内の配電工事は同年末までに完了した。
翌1935年（昭和10年）5月、小川水力電気株式会社から、上松町大字小川、木曽川水系小川にあった出力30 kWの小川発電所を引き継いだ。小川水力電気は1922年6月上松町を供給区域として開業した事業者であるが、1935年5月4日付で電気事業経営許可が会社解散に伴い失効していた。同じ5月に木曽川電力は、従来上松町では大字上松の一部のみに限定されていた供給区域をその他地域にも拡大している。次いで同年7月27日付で逓信省より認可を得て奈川電灯株式会社（資本金5万円）より事業を譲り受けた。奈川電灯は西筑摩郡奈川村（後の南安曇郡奈川村、現・松本市）にて村の有志によって1922年6月25日に設立され、村内の黒川に小水力発電所を設けて翌1923年2月1日に開業した小事業者である。
1936年（昭和11年）、大同電力寝覚発電所建設に伴い新開第二発電所と小川発電所を同社へと譲渡した。その一方で第二発電所以来となる自社電源開発を再開し、1937年（昭和12年）に出力1,200 kWの日義発電所を、1938年（昭和13年）には出力1,350 kWの城山発電所をそれぞれ完成させた。1939年（昭和14年）4月、電力国家管理政策に基づく国策会社日本発送電の発足に伴い、大同電力がこれに合流したため、木曽川電力が大同電力と締結していた供給契約は3月末をもって打ち切りとなり、その分の電力は自社で直接大同製鋼福島工場（1932年7月に操業再開していた）に供給することとなった。最後の公表となった1940年4月末時点における供給成績は、電灯総数2万2046灯、電動機用電力384.05馬力（約286 kW）、その他電力装置用電力1.45 kWおよび大口需要家に対する電力供給3,153 kW（うち大同製鋼福島工場分が3,100 kW）であった。
大同電気製鋼所（1938年以降は大同製鋼）との資本関係については、1933・34年に持株数の減少が生じた。大同電気製鋼所は満州事変勃発以後の重工業好況化により業績が好転したため、内容充実を図るべく1933年末に普通株式について2割の減資を実施し、それに続いて増資や帝国発條の合併を行った。積極経営により大同電気製鋼所の株価が高騰した機に乗じて、木曽川電力では減資後の持株のうち1万2000株を1934年3月に売り出した。約90万円の売却益は債務返済に充てられ、大同電気製鋼所の増配と支払利息の軽減によって木曽川電力自身の業績も好転して1934年4月期決算からは年率8パーセントへの増配を達した。

### 会社解散
1930年代後半の日本では、電気事業に対する国家統制強化（電力国家管理）を目指す動きが強まり、国策会社日本発送電を通じた政府による発電・送電事業の管理を規定した「電力管理法」が民間電力会社の抵抗を排して1938年公布に至った。他方で配電事業については、この段階では国策配電会社による統制という政策は打ち出されず、小規模事業の整理・統合を推進しつつ国による監督を強化する、という程度に落ち着いた。その中で、1938年8月に岐阜県東濃地方から長野県木曽地域南部にかけての範囲にあった東邦電力多治見区域ほか6事業の統合が成立し中部合同電気が開業した。この統合は名古屋逓信局の指導によるもので、逓信局としては木曽川電力も統合に参加させる意向を持っていたが、木曽川電力はこれに従わず参加を見送った。
その後1940年代に入ると地域別国策会社への配電事業再編という方針が具体化され、1941年8月末、配電統制を規定した「配電統制令」の公布・施行に至る。同令に基づき9月に全国の主要事業者に対して国策配電会社の設立命令が一斉に発出される。中部地方では静岡・愛知・三重・岐阜・長野の5県を配電区域とする中部配電株式会社を設立することとなり、中部合同電気を含む計11事業者に対してその設立命令が手交された。木曽川電力は受命者に含まれておらず、この段階では統合対象外である。11事業者の統合による新会社中部配電は、他地区の配電会社8社と歩調を合わせ1942年（昭和17年）4月に発足をみた。
発足後の中部配電では、1942年10月から翌1943年（昭和18年）4月にかけて、配電統制を完成させるべく管内に散在する残余配電事業の統合（第二次統合）を展開した。木曽川電力もこの第二次統合では統合対象に含まれており、1942年8月5日付で逓信省より配電統制令に基づく電気供給事業設備出資命令を受けた。中部配電に出資すべきとされた事業設備の範囲は、杭ノ原・新開・日義・城山・黒川の5発電所と送電線3路線、変電所1か所、それに中部配電の配電区域内にある配電設備・需要者屋内設備・営業設備の一切である。この設備出資は2か月後の10月1日付で実施に移された。出資の評価額は178万7478円であった。
中部配電に対する出資後の1942年11月30日、木曽川電力は定時株主総会にて会社の解散を決議し、即日清算事務に入った。

### 年表
- 1907年（明治40年）
  - 10月29日 - 長野県西筑摩郡福島町に福島電気株式会社設立[20]。
- 1908年（明治41年）
  - 5月19日 - 福島電気開業[23]。
- 1915年（大正4年）
  - 10月 - 名古屋電灯社内に「製鋼部」設置[8]。
- 1916年（大正5年）
  - 8月19日 - 名古屋電灯製鋼部を元に株式会社電気製鋼所設立[9]。資本金50万円、本店所在地東京市麹町区有楽町1丁目1番地[2]、初代社長下出民義[9]。設立と同時に熱田工場操業開始[10]。
- 1917年（大正6年）
  - 9月12日 - 下出民義社長辞任[64]。
  - 10月1日 - 福澤桃介が第2代社長に就任[64]。
- 1918年（大正7年）
  - 1月11日 - 東京市麹町区永楽町1丁目1番地へ本店移転[64]。
  - 4月15日 - 250万円への増資を決議[64]。
- 1919年（大正8年）
  - 1月31日 - 新開第一発電所竣工[12]。
  - 2月 - 木曽福島工場操業開始[12]。
  - 12月12日 - 福島電気を合併し、電灯・電力供給事業を継承[19]。資本金278万8000円となる[18]。
- 1920年（大正9年）
  - 6月16日 - 新開第二発電所運転開始[12]。
- 1921年（大正10年）
  - 11月17日 - 大同電力が鉄鋼事業を分離し大同製鋼（初代）を設立[33]。
- 1922年（大正11年）
  - 6月20日 - 木曽福島工場休止[18]。
  - 7月1日 - 大同製鋼との間で、同社に対する製鋼事業の現物出資契約を締結[32]。
  - 7月26日 - 臨時株主総会にて製鋼事業出資と社名変更を決議[34]。
  - 9月15日 - 大同製鋼改め大同電気製鋼所に対する製鋼事業の出資手続き完了、あわせて木曽川電力株式会社へ改称[34]。
- 1928年（昭和3年）
  - 11月26日 - 寒川恒貞が第3代社長に就任[65]。
- 1929年（昭和4年）
  - 4月15日[66] - 本店住所を東京市麹町区丸ノ内1丁目6番地と変更[38]。
  - 10月23日 - 黒川水力電気からの事業譲受け認可[38]。
- 1931年（昭和6年）
  - 5月28日 - 下出義雄が第4代社長に就任[35]。
- 1935年（昭和10年）
  - 7月27日 - 奈川電灯からの事業譲受け認可[48]。
- 1936年（昭和21年）
  - 8月 - 新開第二・小川両発電所を大同電力へ譲渡[67]。
- 1937年（昭和12年）
  - 6月 - 日義発電所運転開始[25]。
- 1938年（昭和13年）
  - 10月 - 城山発電所運転開始[25]。
- 1942年（昭和17年）
  - 8月5日 - 配電統制令に基づく中部配電への電気供給事業設備出資命令を受命[32]。
  - 10月1日 - 中部配電へと事業設備を出資[32]。
  - 11月30日 - 木曽川電力解散[3]。

## 供給区域
1938年12月末の時点における木曽川電力の電灯・電力供給区域は、以下に示す長野県西筑摩郡（現・木曽郡）内の2町6村であった。
- 福島町・新開村・日義村・開田村（現・木曽町）
- 上松町
- 木祖村
- 楢川村（現・塩尻市）
- 奈川村（後の南安曇郡奈川村、現・松本市）

## 発電所
木曽川電力は自社開発の水力発電所4か所と合併や買収で引き継いだ水力発電所5か所を運転していた。

### 新開第一発電所
位置 ： 北緯35度51分36.4秒 東経137度43分12.6秒 / 北緯35.860111度 東経137.720167度

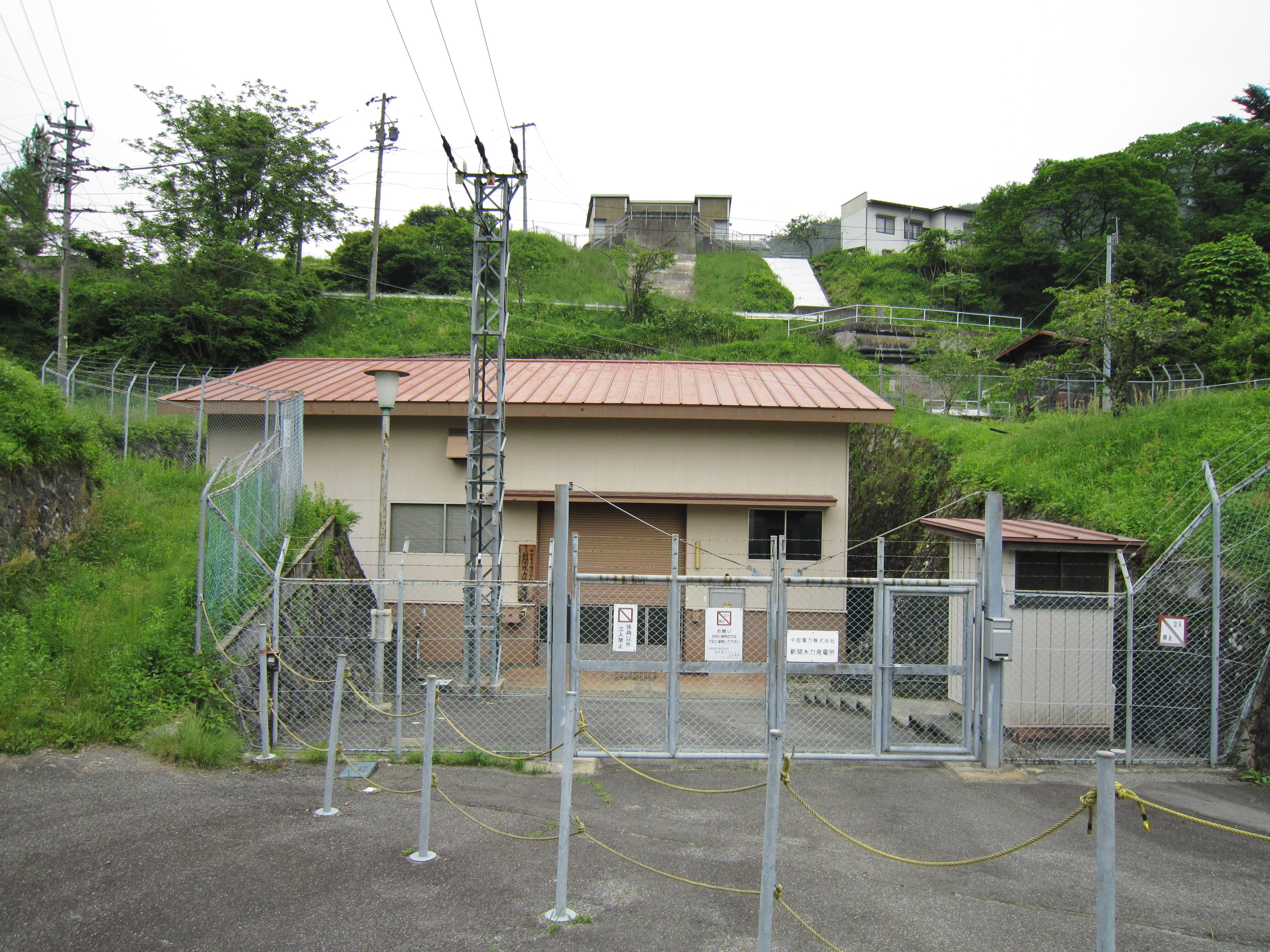
新開発電所（2011年撮影）

自社開発発電所で最も古いものは新開第一発電所（「第一発電所」「新開発電所」とも）である。所在地は長野県西筑摩郡新開村（現・木曽町新開）。1919年（大正8年）1月31日に竣工した。発電所出力は一貫して1,200 kW。
取水は木曽川本流とその支流正沢川から行う。発電設備はフランシス水車と容量1,500キロボルトアンペア (kVA) の三相交流発電機各1台からなる。発生電力の周波数は60ヘルツで、これは他の自社開発発電所と共通する。水車・発電機ともに奥村電機製である。
1942年10月1日付で木曽川電力から中部配電へと引き継がれた。これ以後は単に「新開発電所」と称する。次いで太平洋戦争後の1951年（昭和26年）5月に実施された電気事業再編成では中部電力へと継承されている。なお、木曽川本流にある発電所のうち旧大同電力関連のものは日本発送電に引き継がれたのち電気事業再編成で関西電力に継承されたが、旧木曽川電力の発電所で関西電力に渡ったものは存在しない。

### 新開第二発電所

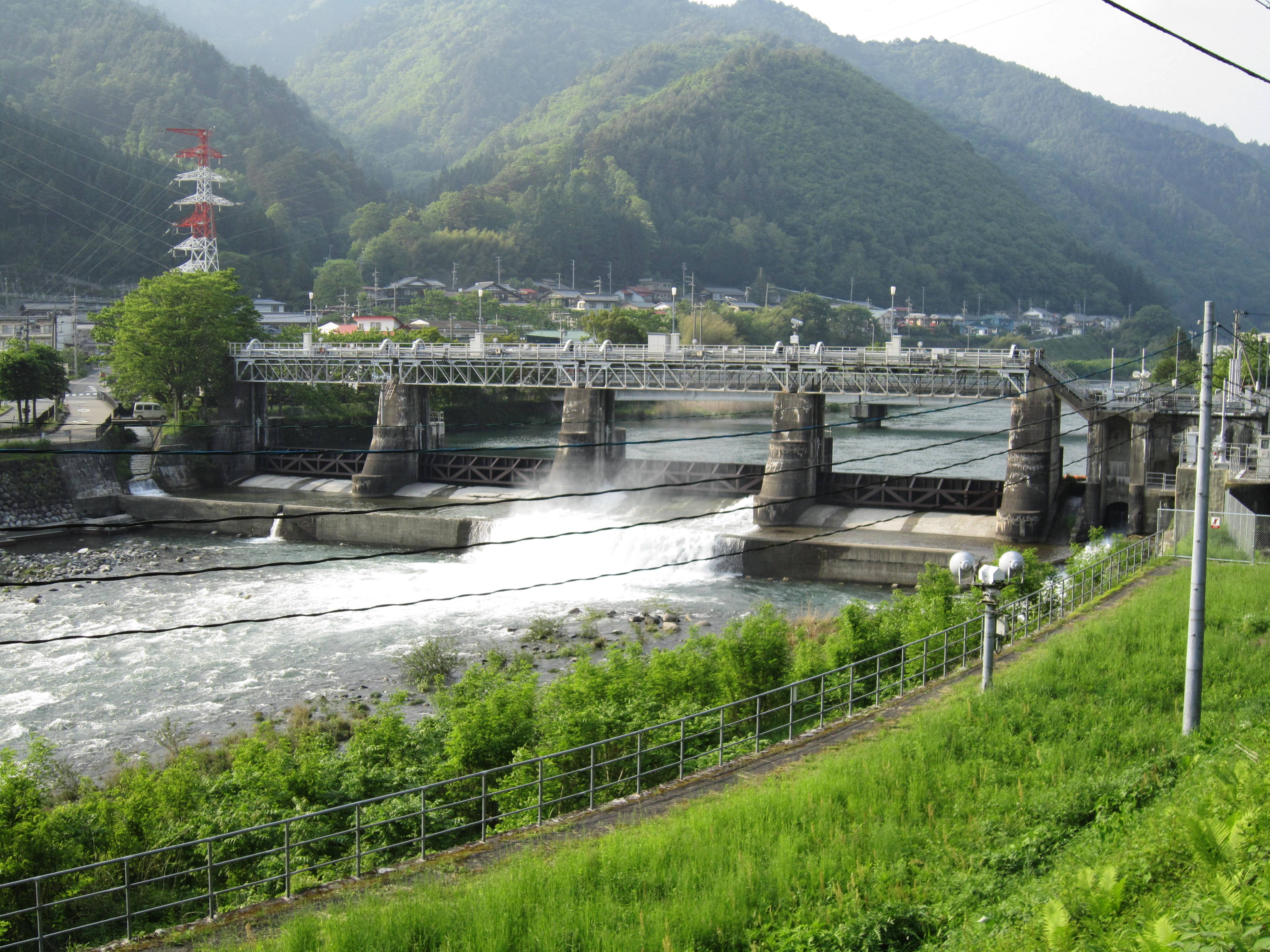
寝覚発電所の木曽川取水堰（2011年）

新開第一発電所に続く自社開発発電所が新開第二発電所（「第二発電所」「神戸発電所」とも）である。所在地は西筑摩郡福島町字神戸（現・木曽町福島）。1918年3月に着工され、1920年（大正9年）6月16日より運転を開始した。発電所出力は自社発電所中最大の1,800 kW。
位置は新開第一発電所の下流側にあたる。取水は木曽川本流から。発電設備はフロンタル型フランシス水車と容量2,250 kVAの三相交流発電機各1台からなる。この水車・発電機も奥村電機製であった。
大同電力が王滝川合流点よりも下流側の木曽川本流に寝覚発電所（上松町）を建設するにあたり、発電力を増加させるために木曽川電力から新開第二発電所と支流小川の小川発電所を買収の上廃棄して、その水力を寝覚発電所に転用する方針が立てられた。このため1936年（昭和11年）8月、新開第二・小川両発電所は廃止許可を得て木曽川電力から大同電力へと譲渡された。大同電力では新開第二発電所の取水堰を改修し、導水路も改修の上で延伸してどちらも寝覚発電所の設備として活用している。

### 日義発電所
位置 ： 北緯35度52分9.6秒 東経137度43分50.3秒 / 北緯35.869333度 東経137.730639度

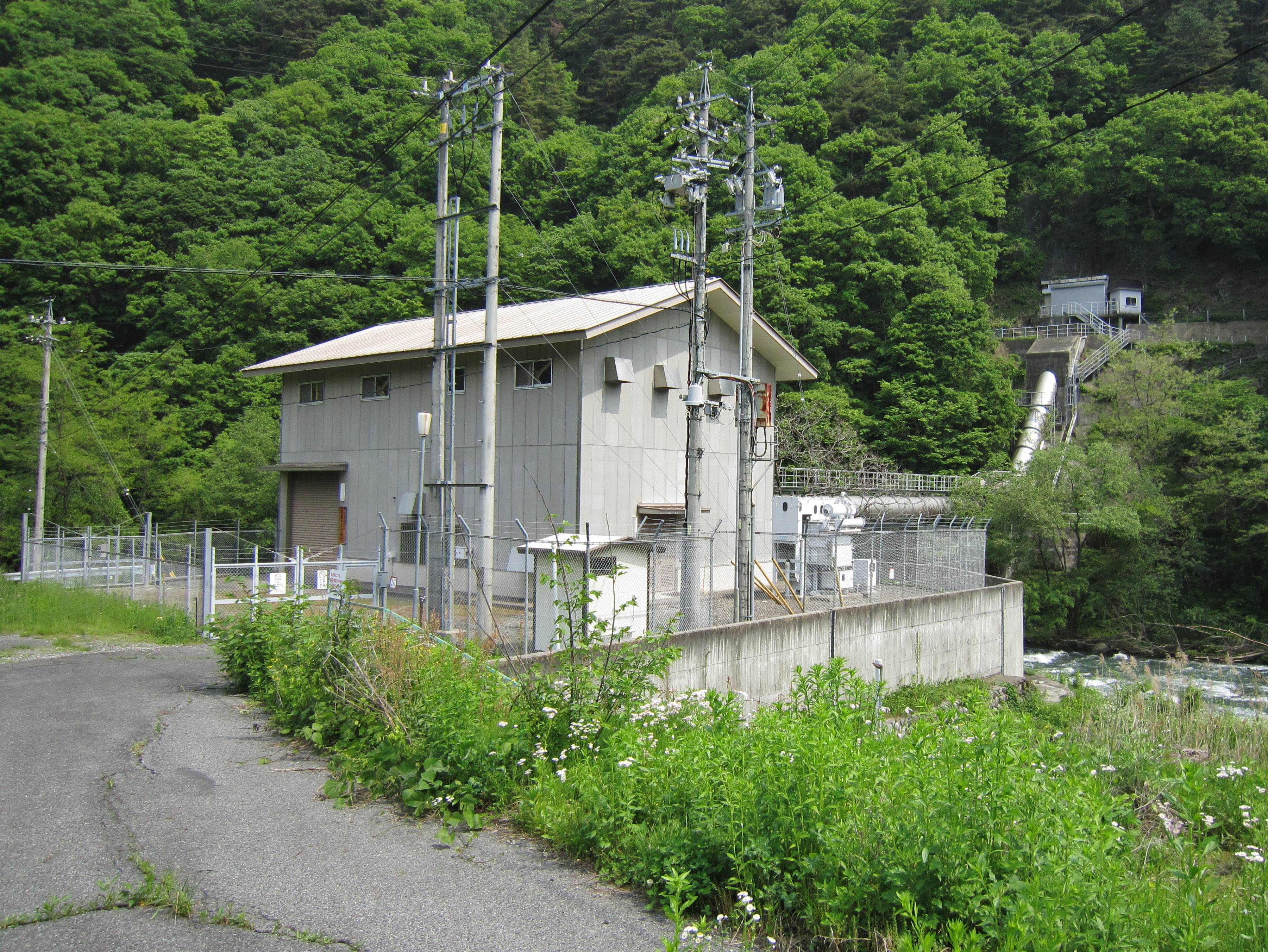
日義発電所（2011年）。水圧鉄管が木曽川を横断している。

1936年5月6日、木曽川電力は発電所2か所の起工式を同時に挙行した。その一つが日義発電所（ひよしはつでんしょ）である。所在地は西筑摩郡日義村字箱淵（現・木曽町日義）。翌1937年（昭和12年）4月に竣工、6月22日に逓信省による検査を完了した。発電所出力は1,200 kW。
自社発電所の中では最上流側に位置する。取水は木曽川からで、発電設備はフランシス水車と容量1,500 kVAの三相交流発電機各1台からなる。設備の製造は水車が電業社、発電機が芝浦製作所に代わった。
新開（第一）発電所と同様に1942年10月中部配電に引き継がれ、1951年5月以降は中部電力に帰属する。

### 城山発電所
位置 ： 北緯35度51分4.6秒 東経137度42分9.5秒 / 北緯35.851278度 東経137.702639度

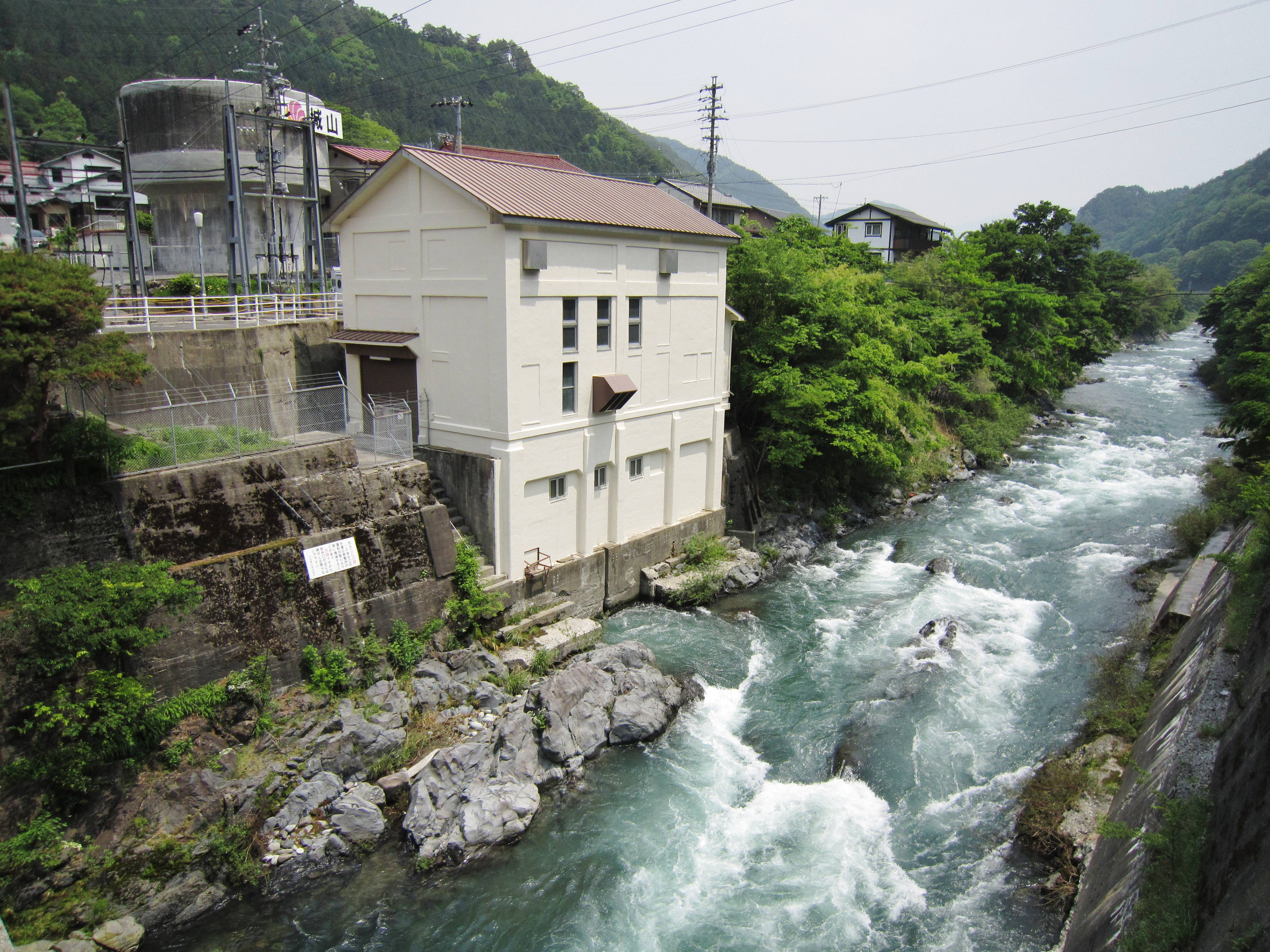
城山発電所（2011年）

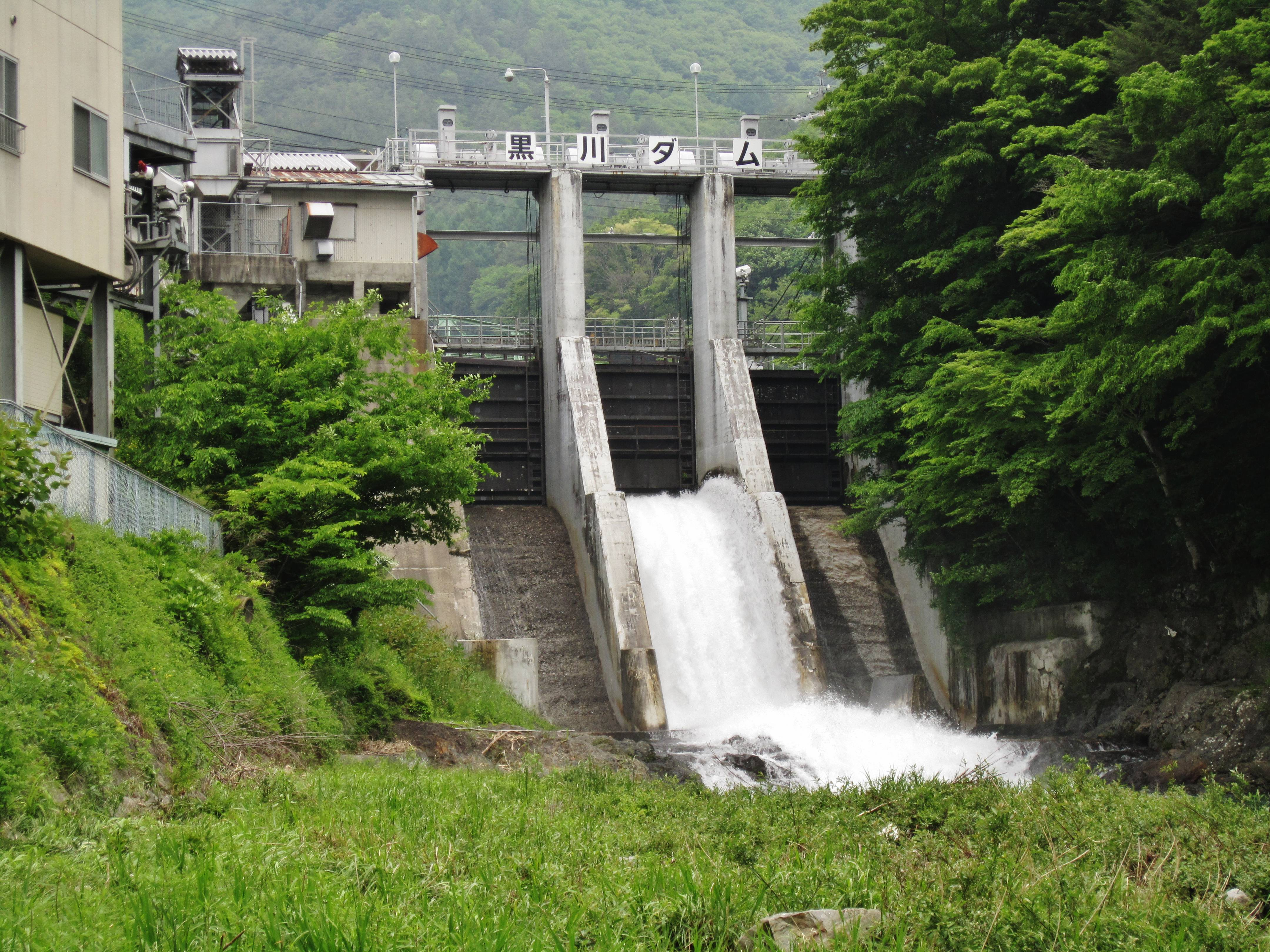
城山発電所黒川ダム（2011年）

1936年に起工された発電所のうちもう一つが城山発電所である。所在地は西筑摩郡福島町（現・木曽町福島）。日義発電所に続いて1938年（昭和13年）8月におおむね完成、10月5日に逓信省の検査を終えて翌日付で仮使用認可を得た。翌1939年（昭和14年）6月3日に黒川渡にて日義・城山両発電所の竣工式が挙行されている。発電所出力は1,350 kW。
日義発電所と新開第一発電所の中間に立地する。木曽川本流と支流黒川の双方から取水する発電所で、黒川の黒川渡にダムを設置している。発電設備はフランシス水車と容量1,750 kVAの三相交流発電機各1台からなる。設備は日義発電所と同じく電業社・芝浦製作所製である。
新開（第一）発電所・日義発電所と同様に1942年10月中部配電に引き継がれ、1951年5月以降は中部電力に帰属する。

### その他の発電所
自社開発以外の発電所概要（1939年末時点）は下表の通りである。
| 発電所名 | 出力 (kW) | 所在地 | 河川名         | 運転開始  | 備考                                                                |
| -------- | --------- | ------ | -------------- | --------- | ------------------------------------------------------------------- |
| 吉田     | 15        | 新開村 | 木曽川水系黒川 | 1920年3月 | 前所有者：黒川水力電気 廃止時期不詳                                 |
| 杭ノ原   | 300       | 新開村 | 木曽川水系黒川 | 1908年4月 | 前所有者：福島電気 1929年132 kWから出力増 1963年3月廃止             |
| 小野原   | 2         | 開田村 | 木曽川水系葵沢 | -         | 1928年9月自家用を譲受け設置 廃止時期不詳                            |
| 小川     | 30        | 上松町 | 木曽川水系小川 | -         | 1935年5月設置、旧小川水力電気のもの 1936年8月廃止・大同電力へ譲渡   |
| 黒川     | 18        | 奈川村 | 信濃川水系黒川 | 1923年1月 | 前所有者：奈川電灯 1942年10月以降の発電所名は「奈川」 1963年8月廃止 |

5か所のうち黒川発電所のみ発生電力の周波数が50ヘルツに設定されており他と異なる。また小野原発電所は交流発電機ではなく直流発電機を備える。
杭ノ原・黒川（奈川）両発電所のみ1942年10月中部配電に引き継がれた。どちらも1951年5月中部電力に引き継がれたが、同社の手によって廃止されている。従って5か所の発電所で現存するものはない。

## 工場所在地
電気製鋼所時代の製鋼工場は以下の2か所であった。
- 熱田工場 ： 名古屋市南区熱田東町字丸山（現・熱田区花表町）
  - 熱田火力発電所隣接地に所在。大同製鋼時代は主として鋳鋼品を生産したが1950年（昭和25年）6月閉鎖[80]。
- 木曽福島工場 ： 長野県西筑摩郡福島町（現・木曽郡木曽町福島）字新万郡
  - フェロアロイ専門工場で、大同製鋼時代の1932年（昭和7年）に操業を再開。1969年（昭和44年）に精密鋳造製品に生産転換され、1980年（昭和55年）には大同特殊鋼より大同特殊鋳造として分社化。さらに2002年（平成14年）には会社統合により大同キャスティングス木曽工場となるが、2004年（平成16年）に中津川工場への集約により閉鎖された[81]。